# Sozialhilfe (Österreich)
Die Sozialhilfe in Österreich (veraltet: das Armenwesen) ist eine Unterstützungsleistung aus öffentlichen Mitteln, die Menschen mit sozialer Hilfsbedürftigkeit die Führung eines menschenwürdigen Lebens ermöglichen soll.

## Beschreibung
Die Sozialhilfe ist eine Unterstützungsleistung für Menschen:
- ohne nennenswertes Vermögen und
- ohne ausreichendes Einkommen und
- ohne ausreichende Unterstützung unterhaltspflichtiger Personen (vereinfacht: familiärer Unterstützung).

Leistungen der Sozialhilfe sollen sicherstellen, dass Menschen ihren allgemeinen Lebensunterhalt bestreiten können und ihren angemessenen Wohnbedarf befriedigen können. Dazu werden Geldleistungen und Sachleistungen eingesetzt. Der allgemeine Lebensunterhalt umfasst den regelmäßig wiederkehrenden Aufwand für Nahrung, Bekleidung, Körperpflege sowie sonstige persönliche Bedürfnisse wie die angemessene soziale und kulturelle Teilhabe. Der Wohnbedarf umfasst den für eine angemessenen Wohnsituation erforderlichen regelmäßig wiederkehrenden Aufwand für Miete, Hausrat, Heizung und Strom, sonstige allgemeine Betriebskosten und Abgaben.

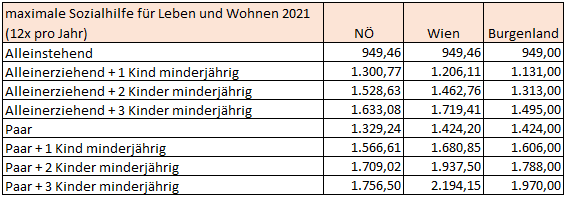
Höhe der maximalen Unterstützungsleistung in der Sozialhilfe in EUR pro Monat (12× pro Jahr) für Lebensunterhalt und Wohnbedarf – in NÖ, Wien und Burgenland – für ausgewählte Bedarfsgemeinschaften

Die Sozialhilfe ist pro Bundesland geregelt. Die Höhe und Details der Unterstützung können daher von Bundesland zu Bundesland anders sein. Die maximalen Sozialhilfe-Beträge beinhalten in der Regel einen Anteil für Wohnkosten. Sind die tatsächlichen Wohnkosten geringer, wird die Sozialhilfe entsprechend gekürzt.
Die Richtsätze werden als Geld- oder Sachleistung gewährt. Insbesondere Leistungen zur Befriedigung des Wohnbedarfs sind grundsätzlich als Sachleistung zu gewähren (z. B. Zahlung der Miete an den Vermieter, Zahlung der Energiekosten an das Versorgungsunternehmen).
Die Sozialhilfe kann als einzige Leistung in Anspruch genommen werden (z. B. dauernd arbeitsunfähige Menschen ohne andere Leistungsansprüche, Asylwerber). Sie kann auch zusätzlich zu anderen staatlichen Leistungen in Anspruch genommen werden, z. B. zusätzlich zu niedrigen Arbeitslosengeld oder Notstandshilfe-Bezügen, oder auch zusätzlich zu niedrigen Einkommen aus unselbständiger Arbeit.
Bedingung für den Bezug von Sozialhilfe ist, dass eigenes Vermögen aufgebraucht werden muss. Das führt dazu, dass Menschen das Eigentum an ihrem Eigenheim oder PKW verlieren. Daher kommt es z. B. vor, dass Eigenheimbesitzer keine Sozialhilfe beantragen, obwohl sie zu wenig Einkommen haben, um ihren Lebensunterhalt zu bestreiten.

## Sozialhilfe & andere Leistungen

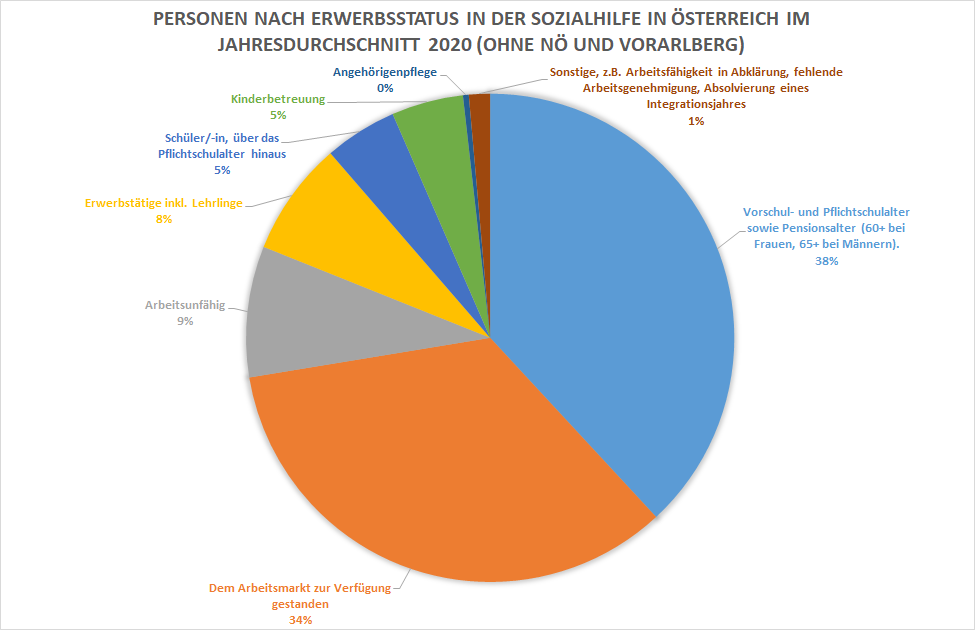
Personen nach Erwerbsstatus in der Sozialhilfe in Österreich im Jahresdurchschnitt 2020 (ohne NÖ und Vorarlberg)

Die Sozialhilfe stellt das letzte staatliche soziale Sicherungsnetz dar (Prinzip der Subsidiarität). Sozialhilfe gebührt nur dann, wenn der Lebensunterhalt weder aus eigener Kraft oder durch familiäre Hilfe (Unterhaltspflicht) noch aufgrund eines sozialversicherungsrechtlichen oder sonstigen Leistungsanspruchs gesichert werden kann.
Aufgrund anderer bestehender Leistungen in Österreich sind viele Menschen nicht auf Sozialhilfe angewiesen.
Die meisten Menschen (bzw. Paare) mit einem Lebensalter über 65 Jahre erhalten eine Pension. Hier sorgt die Ausgleichszulage in der Regel für eine Pensionshöhe, die den Bezug von Sozialhilfe ausschließt.
Viele jüngere Menschen ohne ausreichendes Einkommen sind arbeitslos und haben einen zeitlich befristeten Anspruch auf Arbeitslosengeld und im Anschluss daran einen zeitlich unbegrenzten Anspruch auf die als Versicherungsleistung konzipierte Notstandshilfe (staatlich finanziert). Die Notstandshilfe erreicht oftmals eine ausreichende Höhe für ein menschenwürdiges Leben, sodass keine zusätzliche Sozialhilfe erforderlich ist. Zudem kann die Notstandshilfe auch bezogen werden, wenn eigenes Vermögen vorhanden ist, z. B. ein Eigenheim oder ein PKW. Voraussetzung für Arbeitslosengeld und Notstandhilfe ist jedoch eine vorherige Beschäftigung und Arbeitsfähigkeit.
Schließlich haben viele (an sich arme) junge Österreicher einen Unterhaltsanspruch gegenüber ihren (relativ wohlhabenden) Eltern.
Sehr viele Menschen in Österreich haben eigenes Vermögen, z. B. ein Eigenheim oder ein KFZ. Da sie ihr eigenes Vermögen aufbrauchen müssen, „landen sie nicht so schnell“ in der Sozialhilfe, selbst wenn ihr Einkommen ausfällt.
Im Bereich Sozialhilfe verbleiben daher z. B.
- vermögenslose Menschen, die noch nicht in den Arbeitsmarkt einsteigen konnten (z. B. junge Menschen nach der Schul- oder Berufsausbildung mit armen Eltern, Asylwerber)
- vermögenslose Menschen, deren Arbeitseinkommen zu gering ist, um für sich selbst und ihre Kinder zu erhalten (z. B. Alleinerzieherinnen in schlecht bezahlten Berufen, die aufgrund der notwendigen Kinderbetreuung nicht Vollzeit arbeiten können)
- vermögenslose Menschen, deren Arbeitslosengeld bzw. Notstandhilfe eine sehr geringe Höhe aufweist.
- vermögenslose befristet oder unbefristet erwerbsunfähige Menschen (Krankheit, Unfall, Behinderung) ohne ausreichende Versicherungsleistungen
- vermögenslose alte Menschen ohne Pensionsanspruch
- alte Menschen, deren Einkommen/Pension nicht ausreicht um die Pflegekosten zu bezahlen.

Im Jahresdurchschnitt 2020 wurden 207.122 Personen in 107.970 sogenannten Bedarfsgemeinschaften durch die Sozialhilfe unterstützt. Eine Bedarfsgemeinschaft kann z. B. ein Paar mit 2 Kindern sein. Durch die Sozialhilfe wird der Lebensunterhalt einer großen Zahl minderjähriger Kinder unterstützt.

## Zuständigkeit Bundesländer bzw. Bund
Die Gewährung von Leistungen bei sozialer Hilfsbedürftigkeit – das „Armenwesen“ – ist an sich Sache der Bundesländer. Der Bund ist jedoch zuständig, auf diesem Gebiet Grundsätze für die Landesgesetzgebung aufzustellen. Das ist festgelegt im Artikel 12 der Bundesverfassung der Republik Österreich.

## Neuere Geschichtliche Entwicklungen
Jedes der neun österreichischen Bundesländer regelte die Sozialhilfe durch ein eigenes Sozialhilfegesetz. Diese Gesetze entwickelten sich verschieden und wiesen zum Teil erhebliche Unterschiede auf.

### 2010 – Maßnahme zum Ausbau der Sozialhilfe
Im Jahr 2010 wurde während der Bundesregierung Faymann I (SPÖ und ÖVP) eine „Vereinbarung zwischen dem Bund und den Ländern gemäß Art. 15a B-VG über eine bundesweite Bedarfsorientierte Mindestsicherung“ abgeschlossen.
Hier wurden für alle Bundesländer Mindeststandards festgelegt. Mindeststandards betrafen monatliche Geldleistungen zur Deckung des Lebensunterhaltes und des angemessenen Wohnbedarfes. Ein Bundesland konnte auch höhere Leistungen vorsehen.
Die Sozialhilfe wurde als „bedarfsorientierte Mindestsicherung“ bezeichnet. Dieser Begriff konnte sich aber nicht langfristig durchsetzen.

### 2019 – Maßnahme zur Beschränkung der Sozialhilfe
Im Jahr 2019 wurde während der Bundesregierung Kurz I (ÖVP und FPÖ) im Österreichischen Nationalrat von Nationalratsabgeordneten der ÖVP und FPÖ ein „Sozialhilfe-Grundsatzgesetz“ beschlossen. Das Gesetz trat mit 1. Juni 2019 in Kraft.
Hier wurden für alle Bundesländer anstelle von Mindeststandards nun Höchstleistungen (Maximalbeträge) festgelegt. Laut diesem Gesetz darf ein Bundesland keine höheren Leistungen vorsehen, als die im Gesetz festgelegten. Das ist jedoch sehr umstritten und einzelne Bundesländer sowie Bundesratsabgeordnete wehren sich dagegen.
Weiters wird die Zuerkennung von Sozialhilfe verstärkt in Form von Sachleistungen (bspw. beim Wohnbedarf) erfolgen. Als Sachleistung gilt dabei etwa auch die Überweisung der Miete an den Vermieter.
Die Armutskonferenz stellt fest: „Die negativen Auswirkungen der in manchen Bundesländern bereits umgesetzten Sozialhilfe auf Menschen mit Behinderungen, Wohnen, Frauen in Not, Gesundheit, Kinder und Familien sind massiv. … Der Verwaltungsaufwand steigt, dafür werden Leistungen gekürzt. Nach Schätzung der zuständigen Fachabteilung des Landes Kärnten werden die Leistungen für Sozialhilfeempfänger um rund 360.000 Euro sinken. Im Gegenzug wird es in den Sozialämtern durch den erhöhten Verwaltungsaufwand zu Personalmehrkosten in Höhe von rund 1,06 Millionen Euro kommen. Die Allgemeinheit soll mehr bezahlen müssen, damit Hilfe suchende Personen weniger erhalten. … Menschen mit Behinderungen können gezwungen werden, ihre Eltern auf finanziellen Unterhalt zu verklagen – auch, wenn sie längst volljährig sind. Wenn sich die Betroffenen weigern, wird die Leistung empfindlich gekürzt. Diese Regelung galt bisher nur in manchen Bundesländern, die neue Sozialhilfe zwingt diese schlechte Praxis jetzt allen auf …“

#### Gegenwehr einiger Bundesländer
Das Sozialhilfe-Grundsatzgesetz sieht vor, dass die Bundesländer innerhalb von sieben Monaten (also bis zum 1. Januar 2020) entsprechende Ausführungsgesetze zu erlassen haben. Jedoch: Eine flächendeckende Umsetzung des Sozialhilfe-Grundsatzgesetzes in den Bundesländern ist bis 1. Januar 2020 nicht erfolgt. Bis zum Inkrafttreten der jeweiligen Ausführungsgesetze gelten noch die aktuellen Mindestsicherungsgesetze der einzelnen Bundesländer. Mit Stand 1. Juli 2021 sind Ausführungsgesetze in sechs Bundesländern (Niederösterreich, Oberösterreich, Salzburg, Steiermark, Kärnten und Vorarlberg) in Kraft. Wien hat das Sozialhilfe-Grundsatzgesetz in Teilbereichen umgesetzt. Die weiteren Bundesländer sind Tirol und Burgenland.
Im Dezember 2019 beurteilte der Verfassungsgerichtshof (VfGH) zwei Bestimmungen des Sozialhilfe-Grundsatzgesetzes als verfassungswidrig und hob sie auf. Die Regelungen betreffend die Höchstsätze für Kinder sowie die Verknüpfung der Sozialhilfe mit Sprachkenntnissen sind verfassungswidrig. Das Grundsatzgesetz des Bundes verstößt aber nicht gegen die bundesstaatliche Kompetenzverteilung. Der Bund darf Grundsätze für die Landesgesetzgebung festlegen. Diese Zuständigkeit erlaubt es dem Bund, auch Detailregelungen zu erlassen, sofern diese Fragen von grundsätzlicher Bedeutung für das ganze Bundesgebiet zum Gegenstand haben. Die Bestimmungen des Sozialhilfe-Grundsatzgesetzes erfüllen diese Voraussetzung; zudem bleiben für die Länder entsprechende Regelungsspielräume.